# Caliban and the Witch
Caliban and the Witch: Women, the Body and Primitive Accumulation (em português: Calibã e a Bruxa: As mulheres, o corpo e a acumulação original) é um livro da autoria de Silvia Federici de 2004. Escrito em resposta às tradições feministas e marxistas, o livro oferece uma crítica alternativa à teoria da acumulação primitiva de Karl Marx, através da análise histórica do papel de gênero, da família e da sociedade patriarcal ao longo dos séculos até à ascensão do capitalismo.
O título do livro faz referência à obra A Tempestade de William Shakespeare e às personagens Caliban e a sua mãe, a bruxa Sycorax.

## Temas

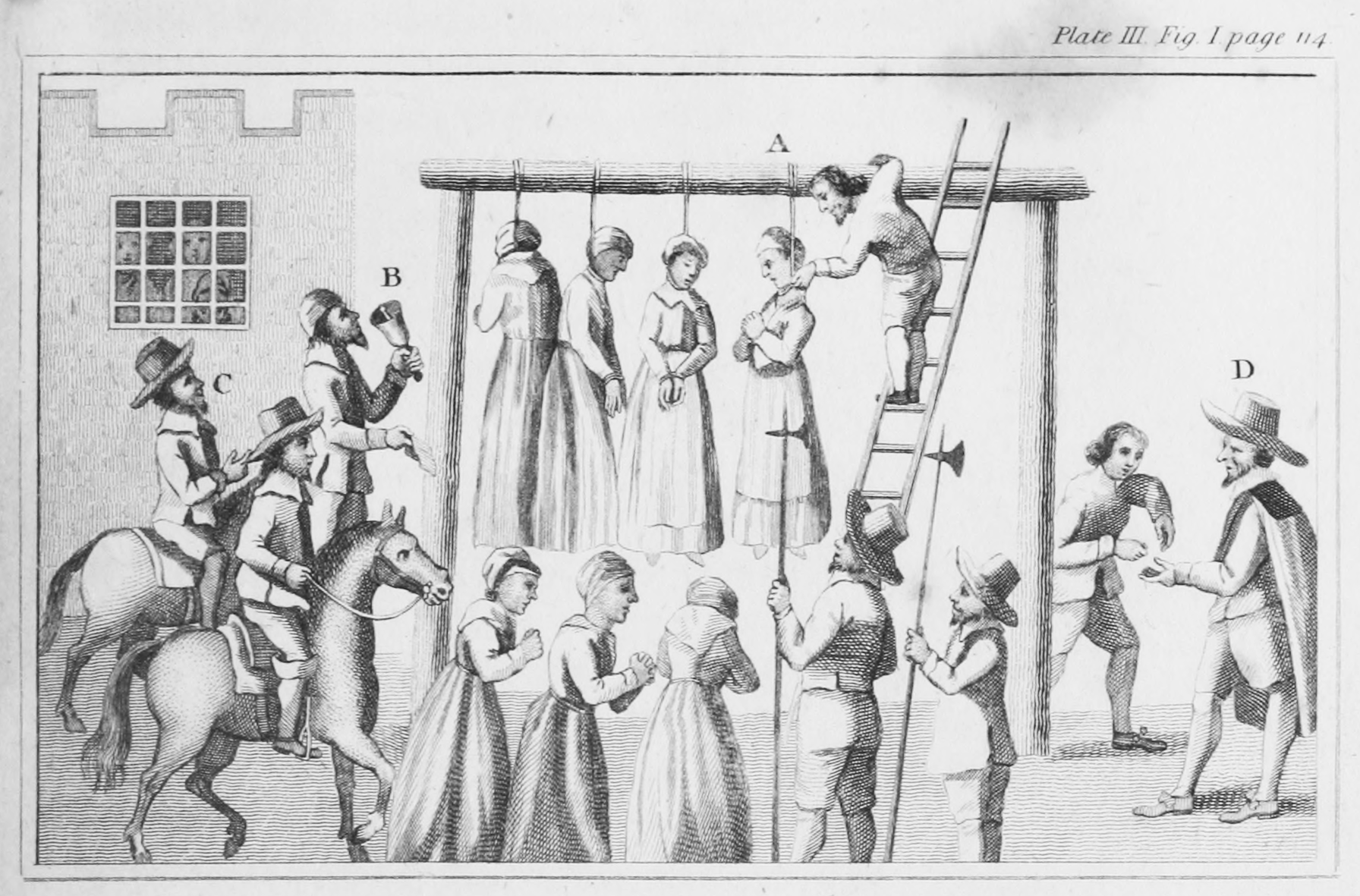
Mulheres condenadas à forca pelo crime de bruxaria em Inglaterra (gravura da autoria de Ralph Gardiner, 1655)

O livro aborda diferentes períodos da história começando por, logo no primeiro capítulo, analisar o período medieval como o berço da história da luta entre a plebe, a nobreza e o clero - incluindo como em certos países, a nobreza intensificou a misoginia para destronar qualquer hipótese de rebelião das classes mais pobres ao longo do eixo do sexo, para além de ter criado e aprofundado a estigmatização de outras religiões ou seitas, consideradas então heréticas, que pudessem proporcionar uma maior autonomia feminina e liberdade sexual.
Através dessa análise são abordados conceitos como a divisão do trabalho, o papel das mulheres nos regimes feudais e o impacto das tentativas de resistência e revolta dos servos contra os proprietários de terras, tais como a Revolta dos Camponeses Ingleses de 1381 ou ainda a Guerra dos Camponeses Alemães entre 1524 e 1525, para além de construir um racíocinio lógico entre o papel dos servos revoltosos com o surgimento de novos cultos, seitas ou movimentos político-religiosos, como o Bogomilismo, Cátarismo, Valdenses e Taboritas.
São ainda apontadas como algumas políticas discriminatórias foram legalizadas, prejudicando e atrasando cada vez mais a luta pela igualdade de género, como quando em 1300, tanto em França como em Veneza, foi legalizada a violação de mulheres proletárias, e de 1350 a 1450, foram criados bordéis financiados por impostos públicos. A autora propõe que a nobreza usava estas medidas para que os homens proletários descarregassem as suas frustrações sobre as mulheres em vez dos seus opressores, com o consentimento da Igreja.

### A Grande Caça às Bruxas na Europa
Durante o século XV, o conceito de caça às bruxas era novo no discurso europeu, não existindo, até meados desse século, leis ou códigos que declassem a bruxaria punível com a morte, surgindo concomitantemente com a Revolução Científica. Silvia Federici observa que a perseguição ao misticismo ou paganismo foi criada originalmente como uma preocupação das classes altas e intelectuais, regidas pelos clérigos e magistrados, que buscavam eliminar pensamentos não científicos ou de origem pagã, sendo disseminada às pessoas comuns pelos panfletos, livros, leis e cânones religiosos criados pela sua classe. Posteriormente, a sua mensagem tornou-se cada vez mais deturpada e influenciada pelo fervor religioso.
A autora afirma que “Se considerarmos o contexto histórico em que ocorreu a caça às bruxas, o género e a classe dos acusados, e os efeitos da perseguição, (...) então a conclusão inevitável é que se tratou de um ataque (premeditado ou não) às mulheres, à resistência à propagação das relações capitalistas e ao poder que as mulheres ganharam em virtude da sua sexualidade, do seu controlo sobre a reprodução e da sua capacidade de curar". As pessoas perseguidas pelo crime de bruxaria eram tipicamente mulheres pobres com mais de 40 anos, quase todas mendigas; na Irlanda e nas Terras Altas da Escócia, onde a posse colectiva da terra e os laços de parentesco proporcionavam uma rede de segurança social desconhecida para os trabalhadores em terras cercadas, não há registo de caça às bruxas. 